# Diplomovaný specialista
Diplomovaný specialista (ve zkratce DiS. uváděné za jménem a odděleno čárkou) je neakademický titul, který svým absolventům udělují vyšší odborné školy (VOŠ) a konzervatoře (kvalifikace – blíže: ISCED), tedy nejedná se o akademický titul absolventa vysoké školy (VŠ).

## Historie
Od roku 1994 přiznalo Ministerstvo školství, mládeže a tělovýchovy České republiky (MŠMT) absolventům vyššího odborného studia právo používat za svým příjmením titul podle druhu završeného studia: diplomovaný specialista, diplomovaný umělec, diplomovaný technik, diplomovaný ekonom, diplomovaný fyzioterapeut, diplomovaný správní specialista, diplomovaný informační specialista, diplomovaný sociální pedagog, diplomovaná všeobecná sestra, diplomovaný farmaceutický asistent. V roce 1996 přibyl titul diplomovaný sociální pracovník. Tato označení se nikterak ze zákona nezkracovala.
V roce 1998 bylo označení školským zákonem sjednoceno. Za svým jménem mohou všichni absolventi vyšších odborných škol a od roku 2005 i konzervatoří, používat neakademický titul diplomovaný specialista, ve zkratce DiS. uváděné za jménem a oddělené od něj čárkou (blíže ISCED). Na diplomu se uvádí celé označení „Diplomovaný specialista“ + jméno vystudovaného oboru. Mezi jménem a titulem se píše čárka, ve větě se píše (stejně jako u jiných titulů uváděných za jménem) čárka i za titulem, neboť se jedná o volný přívlastek (přístavek), např. „Jana Nováková, DiS., je novou zdravotní sestrou na oddělení.“ – nezkráceně tedy: „Jana Nováková, diplomovaná specialistka, je novou zdravotní sestrou na oddělení.“

## Vzdělávání na konzervatoři
Úspěšným zakončením vzdělávacího programu v konzervatoři se dosahuje buďto středního vzdělání s maturitní zkouškou, nebo vyšší odborné vzdělání v konzervatoři, přičemž vzdělávání v konzervatoři rozvíjí znalosti, dovednosti a další schopnosti žáka získané v základním a v základním uměleckém vzdělávání, poskytuje všeobecné vzdělání a připravuje žáky pro výkon náročných uměleckých nebo uměleckých a umělecko-pedagogických činností v oborech hudba, tanec, zpěv a hudebně dramatické umění (typicky herectví). Vzdělávání v konzervatoři se zpravidla ukončuje příslušným absolutoriem. Žáci tedy mohou ukončit vzdělávání maturitní zkouškou, nejdříve však po čtvrtém ročníku v případě šestiletého vzdělávacího programu konzervatoře a po osmém ročníku v případě osmiletého vzdělávacího programu konzervatoře.

## Vzdělávání na vyšší odborné škole
Vzdělávání na VOŠ nejprve předchází ukončené střední vzdělání s maturitní zkouškou. Denní studium trvá 3–3,5 let, dálkové 3–4 roky. Výuka je rozdělena na dva semestry, z nichž každý končí zkouškovým obdobím. Studium se skládá z přednášek, odborných seminářů, konzultací a cvičení. Zakončeno je absolutoriem, jehož součástí je obhajoba absolventské práce a zkoušky z odborných předmětů a cizího jazyka. Absolvent získá vyšší odborné vzdělání a je mu udělen titul diplomovaný specialista (DiS.).
Na rozdíl od studia na veřejných vysokých školách, školné se platí nejen na soukromých, ale též na veřejných VOŠ. Veřejné VOŠ mají jeho výši stanovenou zákonem (2,5–5,0 tisíc Kč za školní rok), soukromé školy si ji stanovují samy. Školy také mohou prominout placení části školného (veřejné až o polovinu, soukromé dle svého uvážení).
V porovnání s vysokoškolským bakalářským studiem by studium na VOŠ mělo být zaměřeno především na praxi (typické je v současnosti kupř. pro zdravotníky). Studium je legislativně upraveno školským zákonem (tedy zákonem č. 561/2004 Sb., zákon o předškolním, základním, středním, vyšším odborném a jiném vzdělávání, ve znění pozdějších předpisů), nikoliv vysokoškolským zákonem (tedy zákonem č. 111/1998 Sb., zákon o vysokých školách a o změně a doplnění dalších zákonů (zákon o vysokých školách), ve znění pozdějších předpisů).

## Možnost zkráceného bakalářského studia
V rámci stávající legislativy se vyskytla možnost po zdárném ukončení studia na vyšší odborné škole nastoupit v případě zájmu o bakalářské studium přímo do třetího ročníku bakalářských programů vysokých škol. Tuto možnost dává současné znění zákona o vysokých školách.
Paragraf 49 odst. 3 zákona č. 111/1998 Sb. ze dne 22. dubna 1998 o vysokých školách ve znění pozdějších předpisů (zákon o vysokých školách) totiž říká, že vysoká škola nebo fakulta může stanovit odlišné podmínky pro přijetí uchazečů, kteří absolvovali studijní program nebo jeho část nebo studují jiný studijní program na vysoké škole v České republice nebo v zahraničí anebo absolvovali akreditovaný vzdělávací program nebo jeho část ve vyšší odborné škole nebo studují akreditovaný vzdělávací program ve vyšší odborné škole v České republice nebo v zahraničí.
Dle zákona o vysokých školách (vysokoškolský zákon) mohou VŠ stanovit absolventům VOŠ odlišné podmínky pro přijetí a dokonce uznat některé zkoušky z absolvovaných předmětů.